# Anatoli Demjanenko
Anatoli Demjanenko (Oekraïens: Анатолій Васильович Дем'яненко) (Dnjepropetrovsk, 19 februari 1959) is een Oekraïens voetbalcoach en kwam als speler nog uit voor de Sovjet-Unie.

## Biografie
Demjanenko begon zijn carrière bij Dnjepr in zijn thuisstad, het huidige Dnipro. In 1979 maakte hij de overstap naar het grote Dynamo Kiev. Met deze club won hij vijf landstitels, vier bekers, drie supercups en de Europacup II. In 1982 en 1985 werd hij Oekraïens voetballer van het jaar en in 1985 ook van de Sovjet-Unie. Na een kort verblijf bij het Oost-Duitse Magdeburg en het Poolse Widzew Łódź keerde hij terug naar het inmiddels onafhankelijke Oekraïne, dat een eigen competitie had waarmee hij met Dynamo in 1993 zowel de landstitel als de beker won.
Hij speelde ook negen jaar voor het nationale elftal en speelde drie WK's met zijn land en is de vierde speler met de meeste caps voor zijn land.
Na zijn spelerscarrière werd hij trainer en was lang tewerkgesteld bij de stad van Dynamo tot hij in 2005 volwaardig trainer werd. Hij won één keer de landstitel en twee keer de beker met de club. In trainde hij het Azerbeidzjaanse Neftçi Bakoe en bereikte daarmee de derde voorronde van de UEFA Cup, de eerste keer dat een Azerbeidzjaanse club daarin slaagde. Hierna ging hij van 2010 tot 2012 aan de slag bij het Oezbeekse Nasaf en werd daarmee vicekampioen en won er de AFC Cup mee in 2011.
1 Dasajev ·
2 Soelakvelidze ·
3 Tsjivadze  ·
4 Chidijatoellin ·
5 Baltatsja ·
6 Demjanenko ·
7 Sjengelia ·
8 Bezsonov ·
9 Gavrilov ·
10 Hovhannesjan ·
11 Blochin ·
12 Bal ·
13 Daraselia · 
14 Borowski ·
15 Andrejev ·
16 Rodionov ·
17 Boerjak ·
18 Soesloparov ·
19 Jevtoesjenko ·
20 Romantsev ·
21 Viktor Tsjanov ·
22 Vjatsjeslav Tsjanov ·
Coach: Beskov
1 Dasajev ·
2 Bezsonov ·
3 Tsjivadze ·
4 Morozov ·
5 Demjanenko  ·
6 Boebnov ·
7 Jaremtsjoek ·
8 Jakovenko ·
9 Zavarov ·
10 Koeznetsov ·
11 Blochin ·
12 Bal ·
13 Lytovtsjenko · 
14 Rodionov ·
15 Larionov ·
16 Tsjanov ·
17 Jevtoesjenko ·
18 Protasov ·
19 Bilanov ·
20 Alejnikaw ·
21 Rats ·
22 Krakovskji ·
Coach: Lobanovskyj
1 Dasajev  ·
2 Bezsonov ·
3 Chidijatoellin ·
4 Koeznetsov ·
5 Demjanenko ·
6 Rats ·
7 Alejnikaw ·
8 Lytovtsjenko ·
9 Zavarov ·
10 Protasov ·
11 Bilanov ·
12 Visjnevskji ·
13 Soelakvelidze ·
14 Soekristov ·
15 Mychajlytsjenko ·
16 Tsjanov ·
17 Dmitrijev ·
18 Hotsmanov ·
19 Baltatsja ·
20 Pasoelko ·
Coach: Lobanovskyj
1 Dasajev  ·
2 Bezsonov ·
3 Chidijatoellin ·
4 Koeznetsov ·
5 Demjanenko ·
6 Rats ·
7 Alejnikaw ·
8 Lytovtsjenko ·
9 Zavarov ·
10 Protasov ·
11 Dobrovolski ·
12 Borodjoek ·
13 Tsveiba ·
14 Ljoetyj ·
15 Jaremtsjoek ·
16 Tsjanov ·
17 Zygmantovitsj ·
18 Sjalimov ·
19 Fokin ·
20 Gorloekovitsj ·
21 Brosjin ·
22 Oevarov ·
Coach: Lobanovskyj